# Сара Ерікссон-Діканда
Сара Ерікссон-Діканда (швед. Sara Eriksson-Dikanda; нар. 23 січня 1974, Лулео) — шведська борчиня вільного стилю, дворазова переможниця, срібна та триразова бронзова призерка чемпіонатів світу, триразова переможниця, дворазова срібна та триразова бронзова призерка чемпіонатів Європи, учасниця Олімпійських ігор.

## Біографія
Боротьбою почала займатися з 1985 року. Виступала за борцівський клуб «Örgryte IS» з Гетеборга.
У 2014 внесена до Зали слави Міжнародної федерації об'єднаних стилів боротьби (FILA).
Працює в поліції Гетеборга.

## Родина
Перебуває у шлюбі зі своїм тренером П'єром Діканда — володарем Кубку світу 1989 року з греко-римської боротьби у складі збірної Швеції.

## Спортивні результати на міжнародних змаганнях

### Виступи на Олімпіадах
| Змагання                    | Збірна | Вагова категорія          | Місце |
| --------------------------- | ------ | ------------------------- | ----- |
| Літні Олімпійські ігри 2004 | Швеція | жіноча боротьба, до 63 кг | 10    |

### Виступи на Чемпіонатах світу
| Змагання                        | Збірна | Вагова категорія          | Місце  |
| ------------------------------- | ------ | ------------------------- | ------ |
| Чемпіонат світу з боротьби 1991 | Швеція | жіноча боротьба, до 53 кг | 5      |
| Чемпіонат світу з боротьби 1992 | Швеція | жіноча боротьба, до 57 кг | 6      |
| Чемпіонат світу з боротьби 1993 | Швеція | жіноча боротьба, до 57 кг | 5      |
| Чемпіонат світу з боротьби 1994 | Швеція | жіноча боротьба, до 57 кг | Бронза |
| Чемпіонат світу з боротьби 1995 | Швеція | жіноча боротьба, до 57 кг | Золото |
| Чемпіонат світу з боротьби 1996 | Швеція | жіноча боротьба, до 57 кг | Золото |
| Чемпіонат світу з боротьби 1997 | Швеція | жіноча боротьба, до 56 кг | Бронза |
| Чемпіонат світу з боротьби 1998 | Швеція | жіноча боротьба, до 56 кг | Бронза |
| Чемпіонат світу з боротьби 1999 | Швеція | жіноча боротьба, до 56 кг | 9      |
| Чемпіонат світу з боротьби 2000 | Швеція | жіноча боротьба, до 56 кг | 6      |
| Чемпіонат світу з боротьби 2001 | Швеція | жіноча боротьба, до 56 кг | 5      |
| Чемпіонат світу з боротьби 2002 | Швеція | жіноча боротьба, до 63 кг | Срібло |
| Чемпіонат світу з боротьби 2003 | Швеція | жіноча боротьба, до 63 кг | 15     |

### Виступи на Чемпіонатах Європи
| Змагання                         | Збірна | Вагова категорія          | Місце  |
| -------------------------------- | ------ | ------------------------- | ------ |
| Чемпіонат Європи з боротьби 1996 | Швеція | жіноча боротьба, до 57 кг | Золото |
| Чемпіонат Європи з боротьби 1997 | Швеція | жіноча боротьба, до 56 кг | Бронза |
| Чемпіонат Європи з боротьби 1998 | Швеція | жіноча боротьба, до 56 кг | Срібло |
| Чемпіонат Європи з боротьби 1999 | Швеція | жіноча боротьба, до 56 кг | Срібло |
| Чемпіонат Європи з боротьби 2000 | Швеція | жіноча боротьба, до 56 кг | Золото |
| Чемпіонат Європи з боротьби 2001 | Швеція | жіноча боротьба, до 62 кг | 5      |
| Чемпіонат Європи з боротьби 2002 | Швеція | жіноча боротьба, до 59 кг | Золото |
| Чемпіонат Європи з боротьби 2003 | Швеція | жіноча боротьба, до 63 кг | Бронза |
| Чемпіонат Європи з боротьби 2004 | Швеція | жіноча боротьба, до 63 кг | Бронза |

### Виступи на інших змаганнях
| Змагання                                                    | Збірна | Вагова категорія          | Місце  |
| ----------------------------------------------------------- | ------ | ------------------------- | ------ |
| Північний чемпіонат з боротьби 1990                         | Швеція | жіноча боротьба, до 53 кг | Золото |
| Austrian Ladies Open 2000                                   | Швеція | жіноча боротьба, до 62 кг | Бронза |
| Міжнародний меморіал Дейва Шульца 2001                      | Швеція | жіноча боротьба, до 62 кг | Срібло |
| Austrian Ladies Open 2001                                   | Швеція | жіноча боротьба, до 56 кг | Золото |
| Manitoba Open 2002                                          | Швеція | жіноча боротьба, до 59 кг | Золото |
| Klippan Lady Open 2002                                      | Швеція | жіноча боротьба, до 59 кг | Золото |
| Гран-прі Німеччини з боротьби 2002                          | Швеція | жіноча боротьба, до 59 кг | Золото |
| Austrian Ladies Open 2002                                   | Швеція | жіноча боротьба, до 63 кг | Бронза |
| Manitoba Open 2003                                          | Швеція | жіноча боротьба, до 63 кг | Бронза |
| Гран-прі Німеччини з боротьби 2003                          | Швеція | жіноча боротьба, до 63 кг | Бронза |
| Austrian Ladies Open 2003                                   | Швеція | жіноча боротьба, до 63 кг | Срібло |
| Тестовий турнір FILA 2004                                   | Швеція | жіноча боротьба, до 63 кг | 14     |
| Олімпійський кваліфікаційний турнір з боротьби 2004 (Туніс) | Швеція | жіноча боротьба, до 63 кг | Срібло |
| Austrian Ladies Open 2004                                   | Швеція | жіноча боротьба, до 63 кг | 6      |
| Гран-прі Німеччини з боротьби 2006                          | Швеція | жіноча боротьба, до 59 кг | Срібло |

### Виступи на змаганнях молодших вікових груп
| Змагання                                      | Збірна | Вагова категорія          | Місце |
| --------------------------------------------- | ------ | ------------------------- | ----- |
| Чемпіонат світу з боротьби серед кадетів 1988 | Швеція | жіноча боротьба, до 48 кг | 4     |